# Franciscus van Wieringen
Franciscus Pieter van Wieringen (Rotterdam, 28 marzo 1903 – Sydney, 1997) è stato uno schermidore olandese, vincitore di una medaglia di bronzo ai campionati mondiali di scherma.